# Cnopus minor
Cnopus minor là một loài bọ cánh cứng trong họ Aderidae. Loài này được Baudi di Selve miêu tả khoa học năm 1877.